# 城憲三
城 憲三（じょう けんぞう、1904年 - 1982年）は、数学者、コンピュータ技術者。日本のコンピュータパイオニアで、ほぼ最初期にコンピュータに取り組んだ一人。大阪府大阪市生まれ。
日本の初期のコンピュータ開発は、電子式では、城によるもの以外に、1949年に開発着手し1956年に完成動作した岡崎文次のFUJIC、1952年にプロジェクトが開始され1959年完成動作した東大TACがある。城の「阪大真空管計算機」 は、1953年のまとまった科学試験研究費により本格的に始まっている。しかし、予備実験的な段階までを含めると、1948年にはじまる三田繁による東芝TAC もあるが、城はENIACについての1946年のニューズウィークの記事を見て電子式の計算機械に取り組み、1950年にはENIACの1桁分のブロック線図にもとづいた10進4桁の演算装置を完成させている。城は1953年発行の『計算機械』などコンピュータ研究の振興に努め、前述各プロジェクトの人物も阪大を訪れるなどし、城研究室は「梁山泊」とも言われている。また、岡崎の学位は城が授与したものである。
高橋秀俊は著書で、おそらくHarvard Mark Iと思われるマシンの話を聞いたが、自動で計算する機械の登場は自然なことと思っていた、と述べた後、電子計算機の具体的な知識を得たのは、城の記事を読んだのが最初で、「城先生は日本の電子計算機研究の草分けである。」と述べている。高橋は電子計算機に「本気」になったのはEDSACの記事からとし、2進法が好みに合っていたことやプログラム内蔵方式についても触れている。
なお、日本の黎明期の計算機械研究には他にも、山下英男による電気式パンチカードシステムの国産、シャノンの修論研究以前に、中嶋と榛澤が発表している継電器と論理回路の理論をもとに作られたETL Mark I, IIや、同じく継電器式のFACOM 100、パラメトロンなどもある。

## 経歴
城は1928年に京都帝国大学理学部を卒業し、浜松高等工業学校で数学教師となったあと、1930年から大阪工業大学（1933年に大阪帝国大学に統合）で数学解析を教える。1939年大阪帝国大学工学部に精密工学科が新設されると数学機器を担当した。数学機器とは、手回し機械式の加減乗除計算機や面積計などのことで、純粋な数学（複素関数論）が専門であった彼が精密工学科のために作った分野であり、これが後のコンピュータ開発に向かうきっかけになった。1941年、36歳で工学部教授となった。

### ENIACの評価
ENIAC以前の計算機械は、アナログ式であったり、機械式、電気式で、摩耗の問題もあり、性能にも限界があった。後に一般的になるいわゆるノイマン型コンピュータに至らぬ点もあれど、ENIACは電子回路の力で高速に計算をする、画期的な計算機械であった。
ENIACがアメリカで開発されている頃、日本では戦争による情報鎖国の厳しい状態にあった。そしてこのENIACの開発をいち早く知り、電子計算機に取り組んだのが城であった。大阪帝大工学部精密工学科教授の職にあった彼は、1946年2月18日付の「ニューズウィーク」誌でENIACと劇的な出会いをする。そこにはENIACについて「難問を解く天才が現われた」との1ページ足らずの簡単な記事と写真とがあった。さらに2月25日の「タイム」誌にも科学欄に同種の記事があった。実際城がこれらを見たのは発行時ではなく少し後だったとされる。
数学機器を教えていた城は、数学的に問題を高速で機械的に解く必要性を強く感じていたが、そうしたときこのENIAC開発を知った。彼は「米国の新式飛行機や原爆の蔭にこうした機器があり、戦争の如き極度に多質・大量の計算を要求される時代に、原始的な算盤のみしか知らぬ国はみじめになる」と、敗戦間もないこの頃彼我の技術差を見せつけられる思いであった。そして1947年に増進堂より出版した自著「数学機器総説」にENIACを紹介した。この書籍の大部分はそれまでの研究の成果である機械式計算機や面積計、それに調和解析機などが占めていたが、そこに3ページをさいて「電子計算機の出現」という小項を設け、ENIACの性能機能を紹介した。そしてその結びとして「これまでの驚くべき統計機械も過去のものとなる。心憎いまでのこの計算機の発達を、今我々は率直に褒め、敬意を払い、驚き、そして学ばなければならない」と最大の賛辞を与えている。その後の発達をみればこの発言も当然であろうが、その大きさ・寿命・速度・使い勝手どれをとっても実用からほど遠いこのENIACを高く評価した彼の深い経験と先見の明が窺われる。

### 電子回路による計算の研究
ENIACの記事に大きな刺激を受けた城は電子回路による計算の研究にとり組んだ。しかし当時の日本の技術力は海外からの新情報が途絶していたため遅れていた。城研究室では1948年から1952年まで毎年文部省科学研究各個研究費より3万円から8万円の交付を受け、コンピュータ開発の最初の一歩をスタートさせた。
後述のENIAC演算装置は10進のデジタルだが、1948年から、2進式コンピュータの研究にも入っている。

### ENIAC演算装置の試作
城を中心とし、学生であった牧之内三郎や安井裕らが制作・実験にあたった。それまで真空管の利用と言えばアナログ動作のアンプなどであり、いわゆるスイッチング動作をさせて使う例はほとんどなかった。電気を専門とする教授たちに聞いて回ってもわからなかった。1949年ごろ、友人 の物理学者に、ガイガー＝ミュラー計数管につなぐカウンターが真空管による装置だと教わり、「トリガ回路」（これこそ今で言うフリップフロップであった）を使うことを突きとめた。通常のアナログ動作では、信号があまり歪まないようにするために入力電圧の範囲を押さえて出力電圧の範囲を絞って動作させる。あるいは負帰還を掛けて増幅器としての直線性を良くする。しかしこれを真空管の出力電圧の範囲を増幅器としての非線形性は考慮せずに両極端にまで振り切る飽和増幅回路方式は、これまでに試みたことがない方法であった。これを使い、ANDゲートやORゲートの実験をした。さらに真空管を多量に入手することも大きな問題で、たまたま近くの大阪陸軍造兵廠（当時大阪帝国大学工学部は東野田にキャンパスがあり近くの大阪城内に爆撃を受けて廃墟となって残っていた造兵廠があった）の残務整理のため真空管を無料で払い下げるとの話を聞き込み、喜び勇んで100本を申し込んだ。ところが当時真空管を10本も使えば大規模な機器であり、そんなに大量に使うのは非常識だと笑われたという（？戦前から民生品として市販されていたラジオにも高級なものには輸入品などで5球や6球のスーパーヘテロダイン方式のものが存在するなどあり、大学の研究用部材としての入手に際して10本が大規模な機器であり100本程度は非常識だというこの話にはかなり疑問を感じる）。
さらに「ニューズウィーク」誌の記事以上にENIACについて技術的に詳しく知る必要もあった。特に（アナログ方式ではなくて）デジタル方式で演算装置を構成するための詳細を知る必要があった。そこで連合国軍最高司令官総司令部によって東京・日比谷に開設されたばかりのCIE図書館に通うことにした。ここには「IRE」や「エレクトロニクス」などの最新の学術雑誌が多く揃っていた。城らは大阪から東海道本線の夜行列車に乗り込み、早朝東京に着いて開館と同時に図書館に入り、資料を調べるということを繰り返した。しかしコピー機などはない時代のため、文献は手書きで、写真はトレーシングペーパーでと、カメラを使って複写する企業の研究者を横目に悪戦苦闘したという。
そしていよいよ文献 にある1桁分のブロック線図に基づき、演算装置の設計・組み立てを行い、ついに1950年、10進方式で4桁の加減算ができる演算装置を完成させた。このモデルではENIACと同等の200μ秒で加減算を行うことができた。城らはこの成果を「計算機械」と題する単行本にまとめ、1953年に発刊した。7章のうち、第5章26ページをさいて、ENIACの回路動作の詳細を解説し、次いで自作の演算装置を紹介した。当時この分野唯一の成書であった。この試作品は1970年に開催された大阪万博において、日本で最初のコンピュータとして展示された(この試作品は現在豊中市石橋にある大阪大学総合学術博物館に展示されている）。

### 阪大真空管計算機
引き続いて、1950年から2進方式の阪大真空管計算機の研究試作を進めた。
研究を進めるうち、EDVACの報告書のマイクロフィルムを1952年に購入、EDSACのプログラミングについて詳解した、世界初のプログラミングの書籍であるウィルクスらの "The Preparation of Programs for an Electronic Digital Computer" も1951年に出版されるや入手し、2進演算の採用やプログラム内蔵方式など、いわゆるノイマン型のコンピュータとすることが固まった。このころ岡崎もこれらの資料の交換のために何度か訪れていた。
次の開発では全面的に2進演算を取り入れることを考えたが、それにはダイオードを大量に入手することが不可欠であった。当時最新のダイオードはゲルマニウムダイオードで、国産品にはなかったため輸入する必要があったが、輸入理由書の作成や国への申請など面倒な手続が多かった。
プログラム内蔵方式のためにはそれなりの容量の記憶装置が必要である。真空管の0と1の2値状態で記憶させる方法が考えられるが、これでは多くの真空管を要することになる。そこで高速で大容量の蓄積できるハード、すなわちメモリが必要であった。当時メモリ用としては、ウィリアムス管と水銀遅延線などが知られていた。前者はブラウン管の帯電を利用するものである。後者は戦時中にレーダーのために作られた装置の応用で、水銀媒体を詰めた管の一端から音波パルスで信号を順次入れて一定の遅延時間を稼いだ後に他端で受信して増幅して再び信号列を戻して循環させることにより記憶を保持する方式であった。しかしどちらも開発途中であり安定性に乏しかった。城らは水銀遅延線を当初開発したが、水銀の温度が変化すると密度が変わり超音波の伝播時間も違ってくるので、水銀の温度誤差を0.3℃と厳しくコントロールさせた。また水銀中毒にも注意して実験を繰り返した。以上の検討の後、さらに完全なるコンピュータを目指して開発が続けられた。1953年には、それまでの研究成果をまとめて科学研究費を申請し、80万円を得ることができた。（ ← 水銀遅延線の開発が1953年以前のことですか？）
こうして1959年まで開発が続けられ、阪大コンピュータはほぼ完成した。それは、2進演算方式を採用し、メモリには媒体を水銀からガラスに変更した超音波遅延記憶装置を使用し、記憶容量は1024語であった。使用真空管は約1,500本、ゲルマニウムダイオードは約4,000本が使われていた。それを幅4m・高さ2.1mのパネルに、狭い実験室に置けるようコの字型に配置し、2台の扇風機で冷却した。計算速度は、クロック周波数を1MHzと、日本の当時の他のコンピュータと比べてかなり高くしている（FUJICは30kHz、TACは330kHz）ため、加減算の実行時間は0.04ミリ秒と高速であった（これは遅延記憶装置の1ビットぶんのパルスをそのまま本体のクロックにしているためである。水銀遅延線を使ったFUJICも記憶装置には1MHzほどのクロックを使っている）。城はこうして開発したコンピュータを使って円周率を小数点以下10万桁まで計算し、その10万桁目の数が「6」であることを知っているのは日本で私だけだと自慢していた。
なお、文献等では「各装置はほとんどでき上がり，計算機全体の調整を行う段階には到達した」（『日本のコンピュータの歴史』p. 88）、「加減乗除がうまくいった」（『計算機屋かく戦えり』ハードカバー版 p. 190）、「ついに完成をみなかった．」（情報処理学会コンピュータ博物館ウェブサイト）とある。

### その後
やがて企業が資財を投入じてコンピュータを作る時代となり、企業で製造されたコンピュータを大学が導入するようになると、コンピュータは大学の一研究室で制作されるようなものではなくなった。そうしてコンピュータを専門とはしていないが研究には利用したいという研究者のためのプログラミング作業を支援するような仕事がまわってくるようになった。
その後、城はコンピュータ開発などの実績が認められ1964年に情報処理学会副会長となり、1967年に大阪大学を退官、関西大学の教授に就任した。1980年に情報処理学会名誉会員に推された。1982年2月9日、78歳で没した。

## 参照・脚注
1. ↑  『日本のコンピュータの歴史』章タイトルによる
2. ↑  『日本のコンピュータの歴史』p. 324 年表による
3. ↑  『計算機屋かく戦えり』節タイトル
4. ↑  『コンピュータへの道』文藝春秋ハードカバー版 pp. 73-75
5. ↑  『コンピュータへの道』文藝春秋ハードカバー版 p. 78
6. ↑  このあたり『計算機屋かく戦えり』ハードカバー版 p. 190 より。インタビュイは牧之内で、城の友人か牧之内のかは不明。
7. ↑  Burks "Electronic computing circuits of the ENIAC"
8. ↑  情報処理学会「日本のコンピュータパイオニア」ウェブページより
9. ↑  なお参考までに、10万桁という記録は、一般に知られている円周率の計算の歴史としては、1961年にIBM 7090によって達成されたものに相当する（円周率の歴史#計算機による計算の時代 — 20世紀後半以後 —を参照）。この話は城教授が阪大での数学解析の講義で時々話されていた。後日円周率のデータが公表されようになって調べたら確かに”６”であった。
10. ↑  “日本のコンピュータパイオニア 城憲三”. コンピュータ博物館 2018年1月16日閲覧。
11. ↑  牧之内三郎「本学会名誉会員城憲三先生を偲ぶ」『情報処理』第23巻第5号、情報処理学会、1982年5月、CRID 1050001338515911936、2023年8月4日閲覧。

## 著書
- 城憲三：Theorems on "schlicht" Functions, 大阪帝国大学博士論文。
- 城憲三：「応用微分積分学」、増進堂 (1946年)。
- 城憲三：「数学機器総説」、増進堂 (1947年)。
- 城憲三：「数学解析講義―大学理工科ノ応用数学序説」、養賢堂 (1949年)。
- 城憲三：「計算機械」、共立出版（共立全書、57）（1953年）。